# Анар
Анар Расул оглы Рзаев (азерб. Anar Rəsul oğlu Rzayev; род. 14 марта 1938 года, Баку, Азербайджанская ССР, СССР) — советский и азербайджанский писатель, режиссёр и сценарист, общественный деятель. Народный писатель Азербайджана (1998). Лауреат Государственной премии Азербайджанской ССР (1980).

## Биография
Родился 14 марта 1938 года в Баку в семье поэтов. Его отец Расул Рза и мать Нигяр Рафибейли были признанными в стране поэтами. В 1945 году поступил в музыкальную школу имени Бюль-Бюля и в 1955 году окончил её с отличием. 
В том же году поступил на филологический факультет Азербайджанского государственного университета, и окончил его в 1960 году. 
В 1964 году окончил Высшие сценарные курсы в Москве, Высшие режиссёрские курсы в Москве. 
Являлся членом КПСС с 1967 года.
С 1968 года — главный редактор альманаха искусств «Гобустан».
В 1991 году был избран председателем Союза писателей Азербайджана.
12 ноября 1995 года избран депутатом парламента Азербайджана. 5 ноября 2000 года переизбран. 
С 1995 по 2005 год являлся депутатам Парламента Азербайджана I, II созывов от 75-го Гейчайского избирательного округа.
Являлся председателем постоянной комиссии по вопросам культуры Парламента Азербайджана I, II созывов.
За особые заслуги в развитии азербайджанской литературы награждён Премией Гейдара Алиева (2011).
19 февраля 2014 года избран первым председателем Союза писателей тюркоязычных государств, созданного по результатам VI Конгресса редакторов литературных журналов тюркского мира в городе Эскишехир (Турция).
Заместитель председателя редакционной коллегии Азербайджанской национальной энциклопедии.

## Творчество
Перу Анара принадлежит ряд интересных произведений, затрагивающих в основном проблемы современности. В книгах он старается раскрыть образ современника, показать, с какими трудностями ему приходится сталкиваться, как традиционные понятия и менталитет влияют на жизнь людей.
Одно из самых известных и злободневных произведений писателя — «Шестой этаж пятиэтажного дома» — повествует о взаимоотношениях разведённой женщины и юноши «из хорошей семьи». Против их отношений выступают все — семья юноши, общество, друзья. В этой тяжёлой ситуации они пытаются не потерять себя, но порой обстоятельства слишком давят на них.
Не менее интересны и такие произведения писателя, как «Белый порт», «Комната в отеле», «Юбилей Данте», «Я, Ты, Он и телефон».
По сценариям Анара снято 12 фильмов, из них три поставлены им как режиссёром. На основе одного из его рассказов  режиссёр Самсон Самсонов снял на «Мосфильме» картину «Каждый вечер в одиннадцать» по сценарию Эдварда Радзинского.

## Издания на русском языке

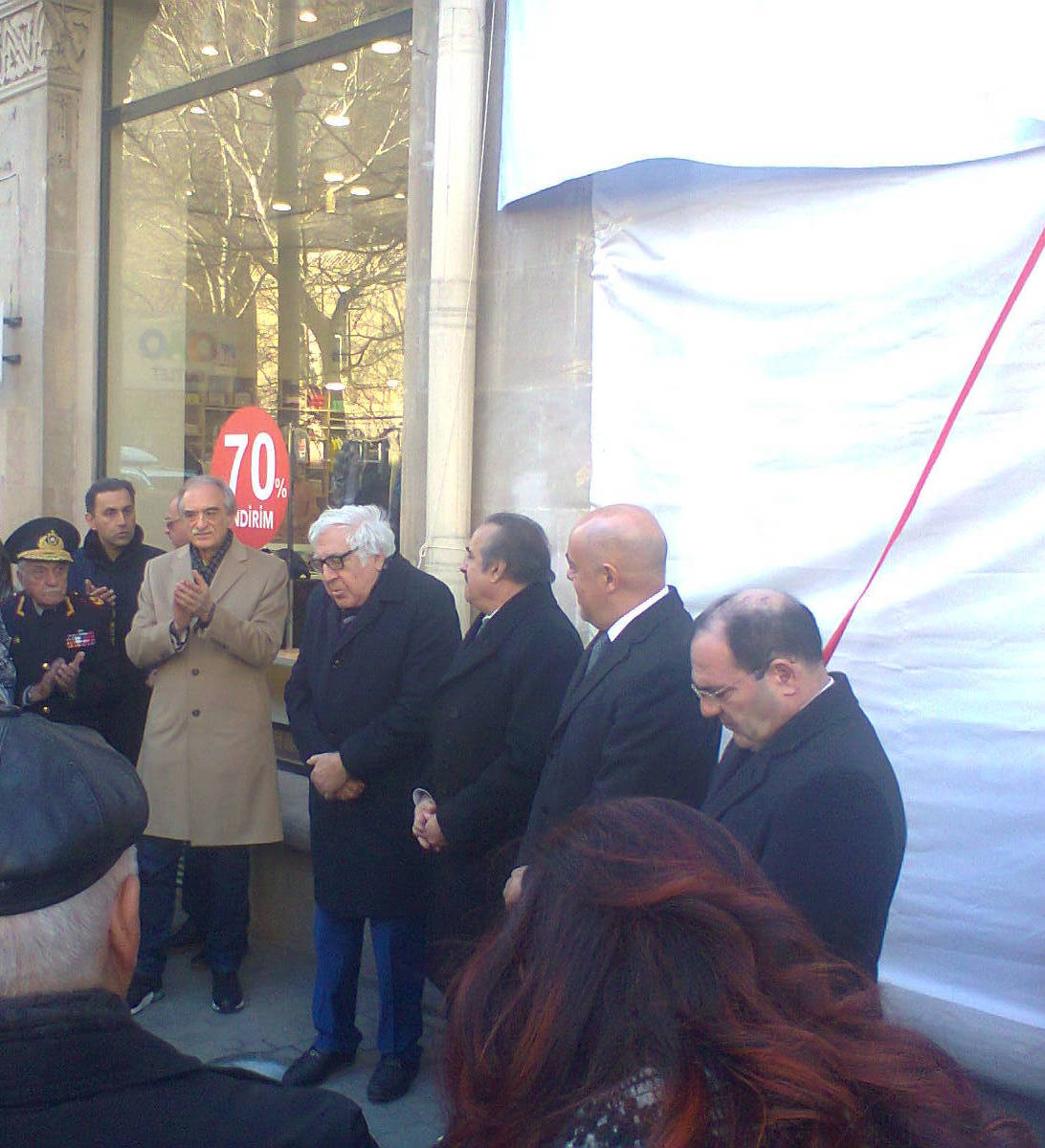
Анар на открытии барельефа Васифу Адыгёзалову, 18.02.2020

- Юбилей Данте. Повесть, рассказы. — М.: Молодая гвардия, 1969.
- Круг. Повести, рассказы, статья. — М.: Известия, 1973.
- Деде Коркут. Повесть по мотивам азербайджанского эпоса. — М.: Детская литература, 1980.
- Шестой этаж пятиэтажного дома. Повести. — М.: Советский писатель, 1988.
- Деде Коркут. Повесть по мотивам азербайджанского эпоса. — М.: Детская литература, 1988.
- Контакт. Повести. — М., Советский писатель, 1990.
- Деде Коркут. Повесть по мотивам тюрко-огузского эпоса. — Баку: Марджани, 2011.
- Сочинения в 2 т. — М.: Художественная литература, 2016.
- Без вас. — М.: Время, 2016.

## Фильмография
- Земля, море, огонь, небо (1967)
- Каждый вечер в одиннадцать (1969)
- День прошёл (1971)
- Свет погасших костров (1975)
- Юбилей Данте (1978)
- Аккорды долгой жизни (1981)
- Дома на перекрестке (1982)
- Последняя ночь уходящего года (1983)
- Окно печали (1986)
- Экзамен (1987)
- Тахмина (1993)
- Беспокойство (1998)
- Комната в отеле (1998)
- Посол зари (2012)

## Награды и звания
- Орден «Независимость» (13 марта 1998 года) — за большие заслуги в развитии азербайджанской литературы[7].
- Орден «Честь» (14 марта 2013 года) — за особые заслуги в пропаганде азербайджанской культуры[8].
- Орден «Слава» (?).
- Орден «Труд» I степени (15 марта 2023 года) — за многолетнюю плодотворную деятельность в развитии азербайджанской культуры[9][10].
- Орден «Дустлик» (2023 год, Узбекистан)[11].
- Медаль «20 лет независимости Республики Казахстан» (2011 год, Казахстан) — за большие заслуги в развитии и укреплении литературных связей между Азербайджаном и Казахстаном[12].
- Народный писатель Азербайджана (23 мая 1998 года) — за большие заслуги в развитии азербайджанского издания[13].
- Заслуженный деятель искусств Азербайджанской ССР (23 декабря 1976 года) — за заслуги в развитии советского киноискусства и в связи с 60-летием азербайджанского кино[14].
- Почётный диплом Президента Азербайджанской Республики (13 марта 2018 года) — за многолетнюю плодотворную деятельность в развитии и пропаганде азербайджанской культуры[15].
- Премия Гейдара Алиева (10 мая 2011 года) — за  особые заслуги в развитии азербайджанской литературы[16].
- Государственная премия Азербайджанской ССР (1980)[17].
- Премия Межпарламентской Ассамблеи государств — участников СНГ имени Чингиза Айтматова (27 ноября 2014 года, Межпарламентская ассамблея СНГ)[18].
- Премия Союза балканских тюркских писателей и интеллектуалов «За заслуги перед тюркским миром» (2006)[19].
- Кинематографическая премия Союза кинематографистов Азербайджана (2018)[20]
- Медаль имени Вагифа Самедоглу (2019)
- Медаль «Шараф» Международной организации тюркской культуры (ТЮРКСОЙ) (2018)[21].
- Персональная стипендия Президента Азербайджанской Республики (11 июня 2002 года)[22].